# 14 segmentos

Un visualizador de 14 segmentos.

El visualizador de 14 segmentos es un tipo de visualizador que permite mostrar caracteres alfanuméricos, cosa un poco más difícil en los visualizadores de 7 segmentos. Existen igualmente visualizador de 16 segmentos, que difieren de los de 14 segmentos en que los segmentos superior e inferior se han separado en dos, ofreciendo así más anchas posibilidades de visualización. Están a menudo presentes en los sistemas embebidos, los magnetoscopios, los autorradios, los hornos a microondas y los lectores DVD.